# Zardabi
Zardabi (ryska: Зардаби) är en ort i Azerbajdzjan.   Den ligger i distriktet Quba Rayonu, i den nordöstra delen av landet, 150 km nordväst om huvudstaden Baku. Zardabi ligger 352 meter över havet och antalet invånare är 4 131.
Terrängen runt Zardabi är lite kuperad. Runt Zardabi är det ganska glesbefolkat, med 48 invånare per kvadratkilometer.. Närmaste större samhälle är Quba, 11,3 km väster om Zardabi. 
Trakten runt Zardabi består till största delen av jordbruksmark.